# MICO JAPAN
MICO LIVE JAPANは、香港に本社を置くMICO WORLDと日本法人Gogaku株式会社が日本で行うライブストリーミングサービス。
「MICO LIVE」で、世界では約150ヶ国で同サービスを展開。
MICO WORLDの親会社はNewbornTown Inc.,。

## NewbornTown Inc
```
会社名：NewbornTown Inc.,
会社の種類：上場企業
証券コード：SEHK：9911
業界：モバイルアプリケーション開発、ソーシャルアプリケーション、モバイルゲーム
設立時期：2009年
本社所在地：中国北京
主要人物：Liu Chunhe（創業者、会長）、Li Ping（共同創設者、CEO）
主な製品：MICO、YoHo、Archery Go、Solo Launcher
公式サイト：www.newborntown.com/en/
```

### 会社概要
NewbornTownは、中国最大のソーシャルグローバル企業。2009年に設立され、2013年に海外進出を開始。2019年には、香港証券取引所のメインボードに証券コードSEHK：9911で上場。ソーシャルネットワーキング、ゲーム、ツールなどの分野でグローバルユーザー向けに数十の高品質アプリを作成し、200を超える国と地域で13億を超えるグローバルユーザーを獲得。
現在、NewbornTownはソーシャルネットワークサービスを重点にしている。同社は、グローバルなオープンソーシャルサーキットと、オーディオやビデオなどの新しいソーシャルフォームに焦点を当てており、ビデオソーシャルネットワーキング、ライブソーシャルネットワーキング、音声ソーシャルネットワーキングなどの多様なソーシャル製品のマトリックスを作成している。代表的なサービスのライブ配信アプリMICO、YoHoは中東、北米、東南アジア、南アジアなどで非常に人気があり、ヨーロッパ、日本、韓国で急速に成長している。
同時に、同社はゲームなどの多角化事業を積極的に模索し、「研究＋リリース＋投資」の戦略を採用してゲーム市場を展開しており、多くのゲームがランキングに載っている。その中でArchery Goは、センサータワーから3四半期連続でリリースされた「米国での中国のモバイルゲームのダウンロード数トップ20」のリストに含まれている。

### 沿革
- 2009年 - NewbornTownが設立。
- 2013年 - 世界初のAIミニマリストデスクトップSoloLauncherを発表。
- 2014年 - MICOをリリース。
- 2015年 - Googleにより「世界のトップ開発者」および「世界のベストアプリケーション」として認定される。
- 2016年 - SoloAware人工知能エンジンが発売。
- 2018年 - YoHoをリリース。
- 2019年 - 香港証券取引所に上場し、世界のユーザー数は10億人を超える。
- 2021年 - 世界のユーザーが12億人を超える。

### 名誉賞
- Google Play「世界で最高のアプリ」、「世界でトップの開発者」
- ChinaBangAwards「海外市場開発企業オブザイヤー」
- グローバルインターネットカンファレンスGMIC「グローバリゼーションで最も期待されるプラットフォーム」、「最高のグローバリゼーションプラットフォーム」
- グローバルトラフィックカンファレンスGTC「2019OutstandingOverseasService Provider」、「2019 Top Ten OverseasEntertainmentAPPs」
- 胡潤研究所「胡潤中国の潜在的なユニコーン」
- 21世紀メディア「中国の革新的なバリュー投資企業トップ20」
- チャイナセキュリティーズゴールデンバウヒニアアワード「ベストニューエコノミー上場企業」
- 「FastCompany」2020「中国の革新的な企業50社」

共同創設者のLiPingは、「フォーブスアジアの30歳未満のエリートリスト」に選ばれた。

## MICO WORLD
```
会社名：MICO WORLD
業界：ソーシャルエンターテインメントアプリケーション
設立時期：2014年
主要人物：Sean（CEO）
主な製品：MICO、YoHo、Kitty Live
公式サイト: 
http://www.mucous.com
 
[
リンク切れ
]
```

### 会社概要
MICO WORLDは、NewbornTown傘下のグローバルインターネット企業であり、オンラインソーシャルエンターテインメントサービスの提供に重点を置いており、世界中のユーザーに高品質のソーシャルサービスと高品質のエンターテインメントコンテンツを提供することに取り組んでいる。2014年に設立されたMICOWORLDは、オープンソーシャルプラットフォームMICO、音声ソーシャルプラットフォームYoHo、ライブソーシャルプラットフォームKittyLiveなどのさまざまな製品を作成してきた。
現在、同社の製品は世界150以上の国と地域をカバーしており、中東、北アメリカ、東南アジア、南アジアなどで3億人以上のユーザーを獲得。

### 沿革
- 2014年 - グローバルライブ配信プラットフォームMICOをリリース。
- 2016年 - ライブ配信ソーシャルプラットフォームKittyLiveを立ち上げ、初の海外事務所を設立。
- 2017年 - 中東事務所を設立。
- 2018年 - インドに事務所を設立し、中東で急速に普及した音声ソーシャルプラットフォームYoHoを立ち上げ、大規模な収益性を達成。
- 2019年 - ヨーロッパ、アメリカ、日本、韓国の市場を拡大し、グローバルレイアウトをさらに改善する。
- 2020年 - 収益は数倍に増加し、香港の上場企業システムに組み込まれた。

### 製品説明
1.グローバルライブ配信プラットフォームMICO
MICOは、「グローバルローミング」などのソーシャル機能を提供する「インタレストベースのインテリジェントソーシャルレコメンデーションシステム」を作成し、ライブ配信、動画、ゲームなどのパンエンターテインメント要素を統合して、ユーザーの新たな体験を支援。MICOは、東南アジアおよび中東市場で2014年6月にリリースされ、その後、インド、北米、ヨーロッパ、日本、韓国、ロシア地域などの市場に徐々に拡大した。現在、MICOは71の国/地域のApp Storeソーシャルアプリダウンロードリストで1位にランクされ、99の国/地域でトップ10のベストセラーApp Storeソーシャルアプリにランクされ、Google Playソーシャルアプリに入りました。 84の国/地域でのダウンロードリストのトップ10、90の国/地域でGoogle Playで最も売れているソーシャルアプリのトップ10に入った。
2.グローバルな音声ソーシャルプラットフォームであるYoHo
YoHoの主な機能は音声ソーシャルネットワーキングである。ユーザーはプラットフォーム上の複数のタイプの音声ルームに入ってチャットできる。このプラットフォームは2018年12月に発売され、その主な市場は中東であり、現在、中東でTOP2の音声ソーシャルプラットフォームとなっている。
現在、YoHoは18の国/地域でApp Storeのベストセラーソーシャルアプリのトップ10にランクされており、35の国/地域でGoogle Playのベストセラーソーシャルアプリのトップ10に入っている。
3.グローバルライブ配信プラットフォームであるKittyLive
Kitty Liveの主な機能は、ライブ配信であり、ハイエンドルートを順守し、ポルノ、暴力、俗語のコンテンツを放棄し、さまざまな分野の高品質のライバーを通じて、多様で高品質のコンテンツを提供し、パンエンターテインメントエコロジーの下ですべての人々のためのソーシャルプラットフォームを作成する。Kitty Liveは2016年7月にタイを皮切りにインドネシア、マレーシア、シンガポールなどに徐々に上陸し、中南米、日本、韓国、中東などで展開を開始しました。 現在、11の国/地域でGoogle Playエンターテインメントアプリのダウンロードリストで1位にランクされており、49の国/地域でGoogle Playソーシャルアプリのベストセラーリストのトップ5にランクされている。

### 名誉賞
- Facebookのベストパートナー、Facebook F8カンファレンスの優れた協力事例
- 2020 WhalesAwards「年間トップ10海外エンターテインメントアプリ」
- AppAnnieの「2021年中国メーカーの海外収益飛躍リスト」に選ばれた。

## MICO JAPAN
- 会社名：Gogaku株式会社
- 業界：教育、ライブ配信、エンターテインメント、スポーツ
- 設立：2018年
- 本社所在地：大阪
- 重要人物：山岡 啓一朗(CEO)
- 主な事業：MICO LIVE、JPT日本語能力試験、HSK中国語試験、デューミラン大阪
- 公式サイト：https://www.gogaku559.com/

### 会社概要
Gogaku株式会社はMICO WORLDとの業務提携によりで、ライブ配信オンラインソーシャルエンターテインメントの日本におけるサービス展開をしている。日本ユーザーに高品質のソーシャルサービスと高品質のエンターテインメントコンテンツを提供することに取り組んでいる。その他事業として、外国語教育をメインに事業を展開。2018年には日本青少年育成協会の理事法人として、日本のHSK中国語試験の運営にも携わり、2020年からは外国人が来日する上で、ビザ発行に必要な日本語試験、JPT中国の運営にも取り組んでおり、アジア圏を中心に事業を展開している。

### 沿革
- 2018年：日本青少年育成協会理事法人に登録。
- 2020年：JPT日本語能力試験中国運営開始。
- 2020年：MICO WORLDとGogaku(株)が提携し、MICO JAPANとしてライブ配信アプリ「MICO LIVE」を日本でリリース。
- 2021年7月：MICO JAPAN自社youtube番組「MICO STYLE」をリリース。
- 2021年8月：ケツメイシプロデューサーのYANAGIMANとの新企画「MICO STAR PROJECT」を発表。